# Lastoursvilles flygplats
Lastoursvilles flygplats (franska: Aéroport de Lastoursville) var en flygplats vid orten Lastoursville i Gabon, som stängdes 2016. Den låg i provinsen Ogooué-Lolo, i den centrala delen av landet, 400 km öster om huvudstaden Libreville. Lastoursvilles flygplats låg 483 meter över havet. IATA-koden var LTL och ICAO-koden FOOR.